# Bermudy na Letnich Igrzyskach Paraolimpijskich 2012
Bermudy na Letnich Igrzyskach Paraolimpijskich 2012 w Londynie reprezentował 1 zawodnik w 1 konkurencji. 
Dla reprezentacji Bermudy był to piąty start w igrzyskach paraolimpijskich (poprzednio w 1996, 2000, 2004 i 2008). Dotychczas żaden zawodnik nie zdobył paraolimpijskiego medalu.

## Kadra

### Lekkoatletyka
| Zawodnik      | Konkurencja | Wynik   | Pozycja |
| ------------- | ----------- | ------- | ------- |
| Jessica Lewis | 100m T53    | 19.38   | 8       |
| Jessica Lewis | 200m T53    | 34.76   | 8       |
| Jessica Lewis | 400m T53    | 1:08.88 | 8       |